# 宝台站
宝台站位于中华人民共和国四川省资阳市雁江区，是成都市域铁路资阳线的一座车站，于2024年9月29日启用。

## 车站概要
宝台站位于资阳市雁江区宝莲街道宝台大道与大地路交叉口，是自成都方向的倒数第二个车站。其所在的宝莲街道原名宝台镇，因此得名。规划建设期间，本站曾用名“宝台大道站”。

## 车站结构
宝台站为地下三层岛式站台车站，主体全长119.2米，标准段宽20.7米，有效站台长度为95米，轨面埋深为22.4米，平均覆土约3米。宝台站采用明挖法施工。
| 地面              | 0    | 出口A·B                                                                                               |
| 地下一层          | 站厅 | 自助购票 客服中心                                                                                     |
| 地下二层          | 站台 | \| \| \| S3线往福田（苌弘广场） \| \| 島式 · 開左邊车门 \| \| \| \| \| \| S3线往资阳北站（终点站） \| |
|                   |      | S3线往福田（苌弘广场）                                                                                |
| 島式 · 開左邊车门 |      | |
|                   |      | S3线往资阳北站（终点站）                                                                              |

## 出入口
本站目前开放2个出入口。
|          |              |                              |      |
| 编号     | 设施         | 指示                         | 照片 |
|          | 无障碍电梯   | 宝台大道、迎宾大道、蜀乡大道 |      |
| 出口 · B | 无障碍卫生间 | 宝台大道、碧满路             |      |

## 历史
- 2021年12月15日，宝台站主体结构封顶，也是全线首个封顶的车站。[2]
- 2024年9月29日，宝台站启用。